# 帶紋岩麗魚
帶紋岩麗魚，為輻鰭魚綱鱸形目隆頭魚亞目慈鯛科的其中一種，分布於非洲坦干伊喀湖流域，為特有種，體長可達15公分，棲息在岩石底質水域，以刮食岩石的有機物為食，生活習性不明，可做為觀賞魚。

## 擴展閱讀
維基物種上的相關：帶紋岩麗魚